# Die Hochzeit von Haiti
Die Hochzeit von Haiti ist eine Erzählung von Anna Seghers, die 1949 in Berlin erschien. Der Text gehört zusammen mit „Wiedereinführung der Sklaverei in Guadeloupe“ und „Das Licht auf dem Galgen“  zu den 1962 publizierten „Karibischen Geschichten“.

## Inhalt
Auf Haiti während und kurz nach der Französischen Revolution: Sklavenhalter vom Schlage Graf Evremonts pressen bereits seit über zweihundert Jahren auf ihren Kaffee- und Zuckerrohrplantagen bei Le Cap auf Französisch-Haiti die Schwarzen aus. Fünfzehn Jahre vor Handlungsbeginn hat der steinreiche Franzose Graf Evremont den jüdischen Juwelier Samuel Nathan in die Tropen gerufen.
Anlässlich der bevorstehenden Hochzeit der Tochter des Grafen ist der alte Nathan von seinem vornehmsten Kunden mit der Beschaffung besonders kostbaren Schmucks betraut worden. Also hat der Alte seinen Sohn, den jungen Brillantenhändler Michael Nathan, aus Paris herbeordert. Als Michael mit der bestellten Ware im Gepäck anreist und dem Grafen die Kostbarkeiten präsentiert, ist ein Herr Antoine als Gast zugegen. Die Kaufkraft des Gutsverwalters Antoine reicht jedoch zum Erwerb solcher erlesenen Pretiosen nicht aus.
Mulatten unter den haitianischen Sklavenhaltern fordern von der Nationalversammlung in Paris die gleichen Rechte wie ihre weißen Berufskollegen. Der Mulatte Ogé, der auch Sklaven hält, geht sogar noch weiter. Er will auf Haiti die Freiheit der Schwarzen mit Waffengewalt durchsetzen. Seine Truppe, durch schwarze Sklaven verstärkt, wird geschlagen. Ogé wird zwar gehängt, doch sein Beispiel macht Schule. Dem Herrn Antoine laufen die besten Sklaven davon und schließen sich in den Bergen einem Schwarzen Toussaint Louverture an. Toussaint formiert die Aufständischen militärisch. Michael wird zu Toussaint in den Urwald gerufen. Er erkennt in dem schwarzen General den Kutscher des Herrn Antoine. Dem Weißen werden ein paar Briefe nach Paris diktiert. Toussaint bietet den Konventskommissaren seine Dienste an. Im fernen Frankreich hat die Nationalversammlung die Abschaffung der Sklaverei längst beschlossen. Doch das Lilienbanner weht immer noch über Französisch-Haiti. Farmen brennen. Gutsbesitzer fliehen mit ihren Familien auf dem nächstbesten Schiff. Toussaint und seine „große Armee“ helfen der République française im Kampf gegen die französischen Sklavenhalter; werfen auch anrennende besitzhungrige Engländer und Spanier zurück. Michaels Vater Samuel emigriert mit der Familie nach London. Die Hochzeit der einzigen Tochter des Grafen Evremont mit einem gewissen Grafen Lavette kann nicht mehr auf Haiti gefeiert werden. Evremont muss sich mit den Seinen in den Schutz der Engländer nach Jamaika begeben. Derweil kommt es in Le Cap zu einer ganz anderen Verbindung. Michael lernt Margot, ein schwarzes Mädchen, kennen und lieben. Die Evremonts hatten die geschickte junge Näherin aus Martinique gegen eine Spieluhr eingetauscht. Aus dem Lebensbund Michaels mit der schönen schwarzen Sklavin geht ein Töchterchen hervor.
Toussaint besiegt die Sklavenhalter. Über Haiti weht die Trikolore. Die Sklaverei wird in dem „Negerstaat“ abgeschafft. Michael, wie es aussieht, der einzige weiße Vertraute Toussaints, sucht dessen Truppe des Öfteren auf und stellt sich dem General als Sekretär zur Verfügung.
Nachdem Bonaparte Konsul geworden ist, duldet er keinen Schwarzen unter seinen höheren Offizieren. Er schickt eine Armee. Toussaint wird von den Offizieren der Landungstruppe überlistet, gefangengenommen und stirbt während der Festungshaft. Michael verliert Frau und Kind. Margot und das Töchterchen sterben am gelben Fieber. Michael, gebrochen, reist nach London, nimmt die vom Vater bestimmte Frau, zeugt mit ihr zwei Söhne und stirbt etwa um dieselbe Zeit wie Toussaint.

## Selbstzeugnis
„Kleist, den ich sehr bewundere, kann nichts dafür, daß er von der Negerrevolution nicht viel versteht. Für ihn war San Domingo etwas Phantastisches.“

## Form
Anna Seghers macht den Einstieg in die Materie nicht leicht. Die Autorin breitet zunächst Michaels Familienverhältnisse in dem Umfeld Haiti wie ein fast undurchdringliches Gestrüpp vor dem nicht ohne Murren Lesenden aus. Auch bei der Wiedergabe einfacher Vorgänge muss aufgepasst werden. Der Vater umarmt Michael am Hafen. Erst eine halbe Seite später wird die Hafenstadt London genannt. Komplizierter wird es bei der Einführung des Namens Margot für die junge Frau an der Seite Michaels. Bereits 14 Seiten zuvor ist von der „kleinen ausnehmend schönen“ zunächst namenlosen „Schwarzen“ ziemlich ausführlich die Rede.

## Interpretation
Der Titel lässt drei Deutungen zu. Banal wäre eine Erklärung wie etwa „nach Übersee schwappende Französische Revolution verhindert Hochzeit des adeligen Fräuleins Evremont“. Tiefer dränge schon die Assoziation des Titels mit der Verbindung von Michael und der schönen Frau Margot. Und Neugebauer geht von der Wortbedeutung aus; interpretiert Hochzeit als „hohe Feier“ – sozusagen die Zeit der Freiheit jahrhundertelang versklavter Menschen auf der Insel Hispaniola.

## Rezeption
- Der Kern des Textes enthalte die von der Französischen Revolution verkündete Definition von der Unteilbarkeit der Freiheit zwischen den Rassen.[11]
- Die „historische Notwendigkeit der Sklavenbefreiung“ werde hervorgehoben.[12]
- Wahrscheinlich sei die Autorin von „Der Verlobung in St. Domingo“ ausgegangen, habe aber soziale Ursachen gesellschaftlicher Vorgänge stärker betont als ihr Vorbild.[13]
- Brandes[14] möchte in den angedeuteten Expansionsgelüsten Napoleons[15] einen Verweis auf Hitlers Unternehmen Barbarossa sehen. Anna Seghers habe vor solchen „Parallelen“ gewarnt.[16]
- Barner und Mitarbeiter[17], die die Erzählung unter „Ein «neuer Anfang»?“ (1945–1952) erwähnen, betrachten den Text als „«Offen»-engagiert erzählt“.

### Textausgaben
Erstausgabe
- Anna Seghers: Die Hochzeit von Haiti. Zwei Novellen. (zusammen mit „Wiedereinführung der Sklaverei in Guadeloupe“) 140 Seiten. Aufbau-Verlag, Berlin 1949

Ausgaben
- Die Hochzeit von Haiti. S. 223–278 in: Anna Seghers: Erzählungen 1952–1962. Band XI der Gesammelten Werke in Einzelausgaben (enthält noch Der Mann und sein Name. Der erste Schritt. Brot und Salz. Vierzig Jahre der Margarete Wolf und die „Karibischen Geschichten“ Wiedereinführung der Sklaverei in Guadeloupe sowie Das Licht auf dem Galgen). 464 Seiten. Aufbau-Verlag Berlin 1981 (2. Aufl.), ohne ISBN (Verwendete Ausgabe)
- Die Hochzeit von Haiti. S. 195–251 in Anna Seghers: Post ins Gelobte Land. Erzählungen. Auswahl Ursula Emmerich. Illustrationen Günther Lück (Grubetsch. Bauern von Hruschowo. Die schönsten Sagen vom Räuber Woynok. Das Obdach. Post ins Gelobte Land. Der Ausflug der toten Mädchen. Das Argonautenschiff. Die Hochzeit von Haiti. Crisanta. Der Führer. Das Duell. Tuomas beschenkt die Halbinsel Sorsa. Sagen von Unirdischen. Steinzeit). Aufbau-Verlag, Berlin 1990 (1. Aufl.), ISBN 3-351-01653-0
- Anna Seghers: Erzählungen 1948–1949 (Werkausgabe Band II/3). Bandbearbeitung Robert Cohen. Aufbau Verlag, Berlin 2012 (enthält Die Hochzeit von Haiti, Wiedereinführung der Sklaverei in Guadeloupe, Das Argonautenschiff, Das Kochbuch sowie ein frühes Fragment von Das Licht auf dem Galgen).

### Sekundärliteratur
- Heinz Neugebauer: Anna Seghers. Leben und Werk. Mit Abbildungen (Wissenschaftliche Mitarbeit: Irmgard Neugebauer, Redaktionsschluss 20. September 1977). 238 Seiten. Reihe „Schriftsteller der Gegenwart“ (Hrsg. Kurt Böttcher). Volk und Wissen, Berlin 1980, ohne ISBN
- Kurt Batt: Anna Seghers. Versuch über Entwicklung und Werke. Mit Abbildungen. 283 Seiten. Reclam, Leipzig 1973 (2. Aufl. 1980). Lizenzgeber: Röderberg, Frankfurt am Main (Röderberg-Taschenbuch Bd. 15), ISBN 3-87682-470-2
- Ute Brandes: Anna Seghers. Colloquium Verlag, Berlin 1992. Bd. 117 der Reihe „Köpfe des 20. Jahrhunderts“, ISBN 3-7678-0803-X
- Andreas Schrade: Anna Seghers. Metzler, Stuttgart 1993 (Sammlung Metzler Bd. 275 (Autoren und Autorinnen)), ISBN 3-476-10275-0
- Wilfried Barner (Hrsg.): Geschichte der deutschen Literatur. Band 12: Geschichte der deutschen Literatur von 1945 bis zur Gegenwart. C. H. Beck, München 1994, ISBN 3-406-38660-1
- Sonja Hilzinger: Anna Seghers. Mit 12 Abbildungen. Reihe Literaturstudium. Reclam, Stuttgart 2000, RUB 17623, ISBN 3-15-017623-9